# فريدريك ستانلي جاكسون
فريدريك ستانلي جاكسون (بالإنجليزية: Frederick Stanley Jackson)‏ هو لاعب دوري الرغبي نيوزيلندي، ولد في القرن التاسع عشر في المملكة المتحدة، وتوفي في 15 أبريل 1957.